# Кръстникът 2
„Кръстникът 2“ (на английски: The Godfather Part II) е американски пълнометражен игрален филм от 1974 г., режисиран, продуциран и написан, в съавторство с Марио Пузо, от Франсис Форд Копола; продължение на „Кръстникът“ от 1972 г., основаващ се от части на едноименния роман на Пузо.
Във втората част на сагата за сицилианската фамилия Корлеоне са представени две истории: тази за ранните години на Вито Корлеоне, пресъздаден от Робърт Де Ниро и за издигането и падението на сина му Майкъл (Ал Пачино) като новия дон.
Филмът печели 6 „Оскара“ (от общо 11 номинации). Ал Пачино печели награда БАФТА за „най-добър актьор“.
В тази част на „Кръстникът“ се разказва как фамилията Корлеоне се ориентира към Лас Вегас, но тук отново се намесват семейните врагове и дон Майкъл Корлеоне (Ал Пачино) има неприятности със съдебните власти. Благодарение на изнудване извършено срещу главния свидетел, дон Майкъл се измъква без присъда срещу него.

## Сюжет
Внимание:  Текстът по-долу разкрива сюжета на произведението (или части от него)!
1901 г. Сицилия, Корлеоне. Бащата и по-големия брат на девет годишния Вито Андолини са убити от местния мафиот дон Чичио. След смъртта на майка си, мълчаливото момче бяга в Ню Йорк, където, на остров Елис, получава името „Вито Корлеоне“.
През 1958 г. Майкъл организира празненство, по случай първото причастие на Антъни, в което провежда няколко „бизнес“ срещи. Двамата със сенатор Пат Гиъри не постигат разбирателство относно разрешителното за хазарт на Корлеоне в Невада. Джони Ола идва, за да изрази подкрепа за Майкъл от името на Хайман Рот. Новият дон Корлеоне се опитва да вразуми нещастната Констанца и да помогне на безпомощния Фредо. Майкъл отказва съдействие на Франк Пантенджали в борбата му срещу братята Росато, които работят за Рот. През нощта дон Корлеоне и семейството му оцеляват след опит за покушение. Майкъл решава да замине, като остава за временно управляващ Том Хейгън.
1917 г. Вито Корлеоне живее заедно със семейството си: Кармела и Сантино в скромен апартамент. Неговият квартал е тероризиран от дон Фанучи, който отнема работата на Вито в близката бакалия. Междувременно младият сицилианец се запознава с дребния престъпник Питър Клеменца, който, в признак на благодарност, че е скрил незаконните му пистолети, го закарва да откраднат килим от богата къща.
В Маями Майкъл се среща с Рот, на който казва, че Пантенджали седи зад опита за покушение. Пред боса на Ню Йорк твърди, че еврейския мафиот е организирал елиминирането му и го моли да се помири с братята Росато. Пантенджали устройва среща с тях, на която те се опитват да го убият от името на Майкъл Корлеоне. В публичен дом, държан от Фредо, Гиъри се събужда с мъртва проститутка до себе си. Том Хейгън се заема да изчисти цялата случка.
Майкъл пристига в Хавана, за да уреди прехвърлянето на дял от казината на Рот на семейство Корлеоне. Назряващата революция в Куба, обаче започва да обнадеждава американския бизнесмен. Той бави двата милиона, нужни за сделката, понеже планира да убие Рот. Фредо донася парите. Бодигардът на Майкъл удушва Ола, но миг преди да очисти Рот, полицията го застрелва. В новогодишното парти, организирано от Фулхенсио Батиста, Дон Корлеоне признава на Фредо, че знае за участието му в опита на неговото покушение. 1959 настъпва и революционерите завземат властта. Майкъл предлага на Фредо да избяга с него, но предателят отказва. У дома босът на фамилията научава от Хейгън, че Рот е още жив и че Кей е пометнала.
Три години по-късно, Вито Корлеоне е с новородения син – Фредерико. Фанучи иска от неговата банда, състояща се от Клеменца и Тесио, дял от печалбата им, за да не ги обади на полицията. Дребните престъпници му дават само сто долара. Вито склонява Фанучи да ги приеме, след което проследява мафиота, по време на квартален католически празник. Корлеоне се скрива в сенчестия коридор, пред апартамента на Фанучи. Изчаква мъжа и го прострелва смъртоносно. Взима парите на партньорите си и унищожава пистолета.
Във Вашингтон сената провежда разследване на фамилията Корлеоне. Извикани са няколко свидетели, сред които Чичи и самия Майкъл Корлеоне, който отхвърля всички обвинения. Ключов свидетел в делото е оцелелия Пантенджали, който се намира под федерална защита. Цялото обвинение се ръководи от Рот. Майкъл разговаря със завърналия се Фредо, който е афектиран от властта на предишния аутсайдер на фамилията. Това води до отричането на дон Корлеоне от своя брат. Пантенджали се изправя пред комисията. Преди това вижда Майкъл, който води по-големия му брат Винценцо от Сицилия. Нюйоркският мафиот отрича показанията си. След процеса Кей напуска Майкъл, заедно с децата им. Между двамата избухва скандал, в който жената признава, че е направила аборт нарочно.
Вито Корлеоне постепенно набира уважение в Ню Йорк. Бедно семейство се обръща с молба към него, да склони хазяина, да не ги изгони от апартамента им, заради домашното им куче. Надменният хазяин остава непреклонен, докато не разбира за Вито и остава апартамента с по-нисък наем. След време Корлеоне посещава родното си селце в Сицилия, заедно със семейството си. Дон Томасиано му урежда среща с престарелия дон Чичио, на който Вито разпорва корема с нож.
Кармела Корлеоне почива. На нейното погребение Кони склонява Майкъл да прости на Фредо. Босът прегръща своя брат, но след време, по негово нареждане, Ал Нери убива Фредо. Рот, който търси убежище в други държави, се завръща от Израел. На летището в Маями човек на Корлеоне прострелва мафиота, но е убит от ФБР. Хейгън посещава Пантенджали. Двамата си говорят за историята на Римската империя и как са самоубивали богатите римляни. На другия ден Пантенджали е намерен с прорязани вени в гореща вана. Кони помага на Кей да се види с децата ѝ, но Майкъл не желае да се среща с нея.
На 7 декември 1941 г. семейство Корлеоне са се събрали, за да отпразнуват 50-ия рожден ден на Вито. Майкъл съобщава, че се е записал като доброволец в Морската пехота, което разваля празненството.
Осемнайсе години по-късно Майкъл седи сам пред езерото.

## Персонажи и актьори
- Майкъл Корлеоне (Ал Пачино) – глава на фамилия Корлеоне и един от най-влиятелните престъпни босове в света. Женен за Кей Адамс-Корлеоне и баща на Антъни и Мери Корлеоне. Брат на Фредерико и Констанца, както и на покойния Сантино. Родители: Вито и Кармела Корлеоне. Наследник на своя баща. Носителел на прозвището „Кръстникът“.

- Вито Корлеоне (Робърт Де Ниро) – предишният дон на фамилия Корлеоне, родом от Сицилия. Идва в Ню Йорк като дете с името Вито Андолини. Впоследствие заменят фамилията с името на родния му град „Корлеоне“. Женен за Кармела Корлеоне и баща на Сантино, Фредерико, Майкъл и Констанца. Приемен родител на Том Хейгън.

- Хаймън Рот (ЛиСтрасбърг/Джон Мегна) – бос на еврейската мафия и бивш партньор на Вито Корлеоне. Сегашен бизнес съдружник на Майкъл, с когото се отнася като собствен син и наследни. Рот е лукав и хитър мафиот, който умее да върти интриги. Приятел на Мо Грийн – убит от Корлеоне, създател на Лас Вегас.

- Франк Пантенджали (Майкъл В. Гацо) – нюйоркски бос, наследник на починалия Питър Клеменца. Изпитва уважение, но и съмнение, към Майкъл Корлеоне и омраза към Хаймън Рот, както и към братята Росато, работещи за еврейския мафиот. Изпитва дълбока почит към Вито Корлеоне.

- Фредерико „Фредо“ Корлеоне (Джон Казейл) – по-големият брат на Майкъл и Констанца Корлеоне и среден син на Вито и Кармела Корлеоне. Слаб и емоционален, често изпадащ в меланхолия и истерия. Завижда на по-големия си брат, за това, че има власт над него. Участва в предателството на Майкъл. Женен за Дийна Дън.

- Констанца „Кони“ Корлеоне (Талия Шайър) – единствената дъщеря на Вито и Кармела Корлеоне и сестра на Майкъл, Фредерико и покойния Сантино Корлеоне. Вдовица на Карло Рици. Кони е депресирана и истерична жена, сгодена за Мърл Джонсън и майка на две деца.

- Том Хейгън (Робърт Дювал) – адвокат на Майкъл Корлеоне и бивш консилиери на Вито Корлеоне. Осиновен син на Вито и Кармела Корлеоне, което го прави осиновен брат на Фредерико, покойния Сантино и Констанца. По произход е германо-ирландец. Съпруг на Тереза Хейгън.

- Кей Адамс-Корлеоне (Даян Кийтън) – втората съпруга на Майкъл Корлеоне и майка на Антъни и Мери Корлеоне. Твърд противник на престъпния бизнес на фамилията, който иска да бъде узаконен. Няма италиански произход, от което не е добре приемана в клана Корлеоне.

- Пат Гиъри (Джей. Ди. Спрадлин) – сенатор на щата Невада, който отказва да даде лиценз на Корлеоне за казината им в Лас Вегас. Лицемер, изградил си едно лице пред обществото и друго за бизнес партньорите си. Похотлив и лесен за манипулиране.

- Дон Фанучи (Гастон Москин) – член на престъпната групировка „Черната ръка“ в квартала „Малката Италия“, който извършва рекет над всички италиано-американци, под предлога за протекциа от други гангстери. Понякога урежда и свои близки на разни постове. Лицемерно конте с префарцунени маниери.

- Джони Ола (Доминик Ченис) – бодигард и дясна ръка на Хаймън Рот. Участва в плана за покушение над Майкъл Корлеоне, замесвайки и брат му Фредерико. Отначало той и Ола крият своето запознанство пред Майкъл. Впоследствие Фредо се казва без да иска.

- Кармела Корлеоне (Моргана Кинг/Франческа Де Сапио) – съпруга на Вито Корлеоне и майка на покойния Сантино, Фредерико, Майкъл и Констанца. Често дава мъдри съвети на децата си, които изпитват дълбоко уважение към нея. Представена и като млада, в квартала „Малката Италия“.

- Питър Клеменца (Бруно Кърби) – приятел и партньор на Вито Корлеоне от ранните му години. Бъдещ капереджиме на фамилията Корлеоне. Отделя се от тях през 1955 г., като остава в Ню Йорк. Умира и е заменен от своя наследник Франк Пантенджали.

- Франческо Чичио (Джузепе Силато) – дон в село Корлеоне, Сицилия. Убива цялото семейство на Вито. Детето избягва по чудо от него.

- Уили Чичи (Джо Спинел) – бивш войник на Корлеоне и настоящ бодигард на Франк Пантенджали. Свидетел в делото срещу Майкъл Корлеоне.

- Ал Нери (Ричард Брайт) – консилиери на Майкъл Корлеоне, който понякога влиза в ролята и на наемен убиец. Притежава каменно лице.

- Генко Абандандо (Франк Силверо) – приятел на Вито Корлеоне от ранните му години. Първият консилиери на фамилията Корлеоне. Търговец на олио.

- Бодигард на Майкъл (Америго Тот) – бодигард на Майкъл, който го придружава в Куба. Участва в опита за покушение над Рот.

- Дийна Корлеоне (Мериан Хил) – съпруга на Фредерико Корлеоне. Жена с леко поведение и проблеми с алкохола, които Фредо не увладява.

- Сигнора Андолини (Мариа Карта) – майка на Вито Корлеоне, убита от дон Чичио. Съпруга на Антонио Андолини и майка на Паоло.

- Салваторе Тесио (Джон Априа/Ейб Вигода) – другия капореджиме на семейство Корлеоне. Партньор на Вито от младините му в квартала „Малката Италия“.

- Мърл Джонсън (Трой Донахю) – годеник на Констанца Корлеоне, който не е особено добре приет от семейство Корлеоне. Няма италиански корени.

- Сантино Корлеоне (Джеймс Каан/Роман Копола) – покойния брат на Майкъл, Фредерико и Констанца Корлеоне. Най-възрастният син на Вито и Кармела Корлеоне.

- Агент на ФБР (Хари Дийн Стантън) – бодигард на Пантенджали, когато е свидетел по делото за Майкъл Корлеоне.

- Винценцо Пантенджали (Салваторе По) – брат на Франк Пантенджали, с когото почти не си говорят.

- Тони Росато (Дани Айело) – част от братята Росато, които воюват с Пантенджали.

- Карло Рици (Джани Русо) – бивш съпруг на вдовицата Констанца Корлеоне.